# Гранаткин, Борис Андреевич
Борис Андреевич Гранаткин (9 ноября 1935, Новосибирск, СССР — 1 мая 2008, Ташкент, Узбекистан) — советский боксёр и тренер по боксу. Заслуженный тренер СССР, общество «Динамо Ташкент».
Окончил Ташкентский физкультурный институт.

## Биография
Родился в семье геолога Андрея Ивановича Гранаткина (впоследствии заслуженного геолога Узбекистана) и Веры Федоровны Березиной. Имел младшего брата Владимира Андреевича Гранаткина (1937—2012).
С 13 лет стал заниматься боксом в Ташкенте у тренера Сиднея Львовича Джексона. Пятикратный чемпион Узбекской ССР по боксу, мастер спорта СССР
В 1956 году женился на Нэлли Федоровне Мокшевой, и в 1960 году у них родился сын Игорь.
Много лет входил в состав тренерского коллектива сборной СССР. В 1974 году получил звание заслуженного тренера СССР за подготовку чемпиона мира и СССР во втором среднем весе (1974 год, Куба), финалиста Олимпийских игр (1976 года, Монреаль, Канада) Руфата Рискиева и большой вклад в развитие бокса ДСО «Динамо».
В 1979 году был снят фильм «На ринг вызывается…», где прототипом тренера главного героя боксера Руфата Кудратова является Борис Андреевич Гранаткин.
Борис Андреевич Гранаткин всю жизнь посвятил спорту, тренерской деятельности, где был востребован и работал до последних дней.
Скончался 1 мая 2008 года. Похоронен на Коммунистическом участке № 3 кладбища № 1 (Боткинское) в Ташкенте.